# Ярмукская культура
Ярмукская культура — археологическая культура керамического неолита, существовавшая на территории доисторического Леванта. Это была первая из культур территории Ханаана, изготавливавшая керамику, и одна из первых керамических культур на территории Леванта в целом. Пришла на смену тахунийской и сменилась культурой Вади Раба.
Некоторые исследователи относят данную культуру к куро-аракской.
Название происходит от реки Ярмук, протекающей вблизи типового памятника Шаар-ха-Голан, кибуца у подножия Голанских высот.

## История открытия
Первое ярмукское поселение было раскопано в Мегиддо в 1930-е гг., но тогда ещё исследователи не поняли, что речь идёт о ранее неизвестной неолитической культуре. В 1949 г. в Шаар-ха-Голан профессор Моше Стекелис впервые идентифицировал ярмукскую культуру периода керамического неолита, занимавшую части Израиля и Иордании. Памятник, датируемый около 6400-6000 гг. до н. э. по калиброванной хронологии, располагался в центральной части долины реки Иордан, на северном берегу реки Ярмук. Его размер составлял около 20 гектаров, что делало его одним из крупнейших поселений в мире своего времени. Хотя после этого были обнаружены и другие памятники ярмукской культуры, Шаар-ха-Голан был наиболее крупным из них, и был, вероятно, центром этой культуры.
Памятник раскапывали две команды археологов из Еврейского университета в Иерусалиме: одна под руководством Моше Стекелиса (1949—1952), а вторую возглавлял Йосеф Гарфинкель (1989—1990, 1996—2004). 

## Поселения
В ходе раскопок обнаружили крупный дом со двором площадью примерно 250—700 м² (в зависимости от критериев оценки площади). Архитектурная концепция «дома со двором» до настоящего времени применяется в традиционных средиземноморских культурах. Монументальные сооружения такого масштаба неизвестны в других местах в ту эпоху. Дома состояли из центрального двора, окружённого несколькими маленькими помещениями. Между домами пролегали улицы, что говорит о развитой общинной планировке. В ходе раскопок обнаружена центральная улица шириной около 3 метров, вымощенная галькой, закреплённой глиной, и узкая извилистая аллея шириной 1 метр. Это самые ранние улицы, обнаруженные в Израиле, и одни из самых ранних созданных человеком улиц. Колодец глубиной 4,15 м, прокопанный к местным грунтовым водам, указывает на знание основ гидравлики.

## Находки
Среди экзотических объектов, обнаруженных в ходе раскопок, — морские раковины из Средиземного моря, сосуды из полированного камня (алебастр или мрамор) и лезвия из анатолийского обсидиана (импортированного из земель, находившихся на удалении более 700 км).

## Керамика
В июле 2022 года появилось сообщение о том, что археологами в Шаар-ха-Голан найдена статуэтка богини-матери; находке около 8000 лет.

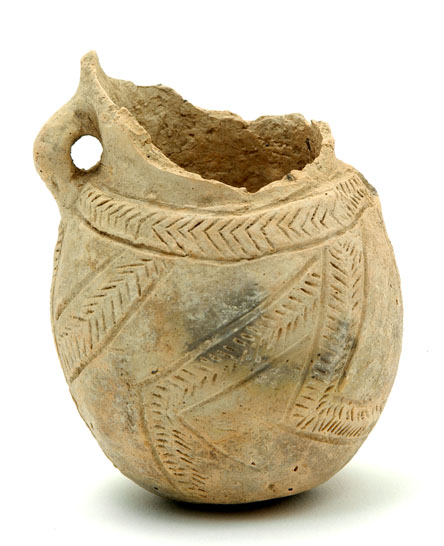
Сосуд ярмукской керамики из Шаар-ха-Голан

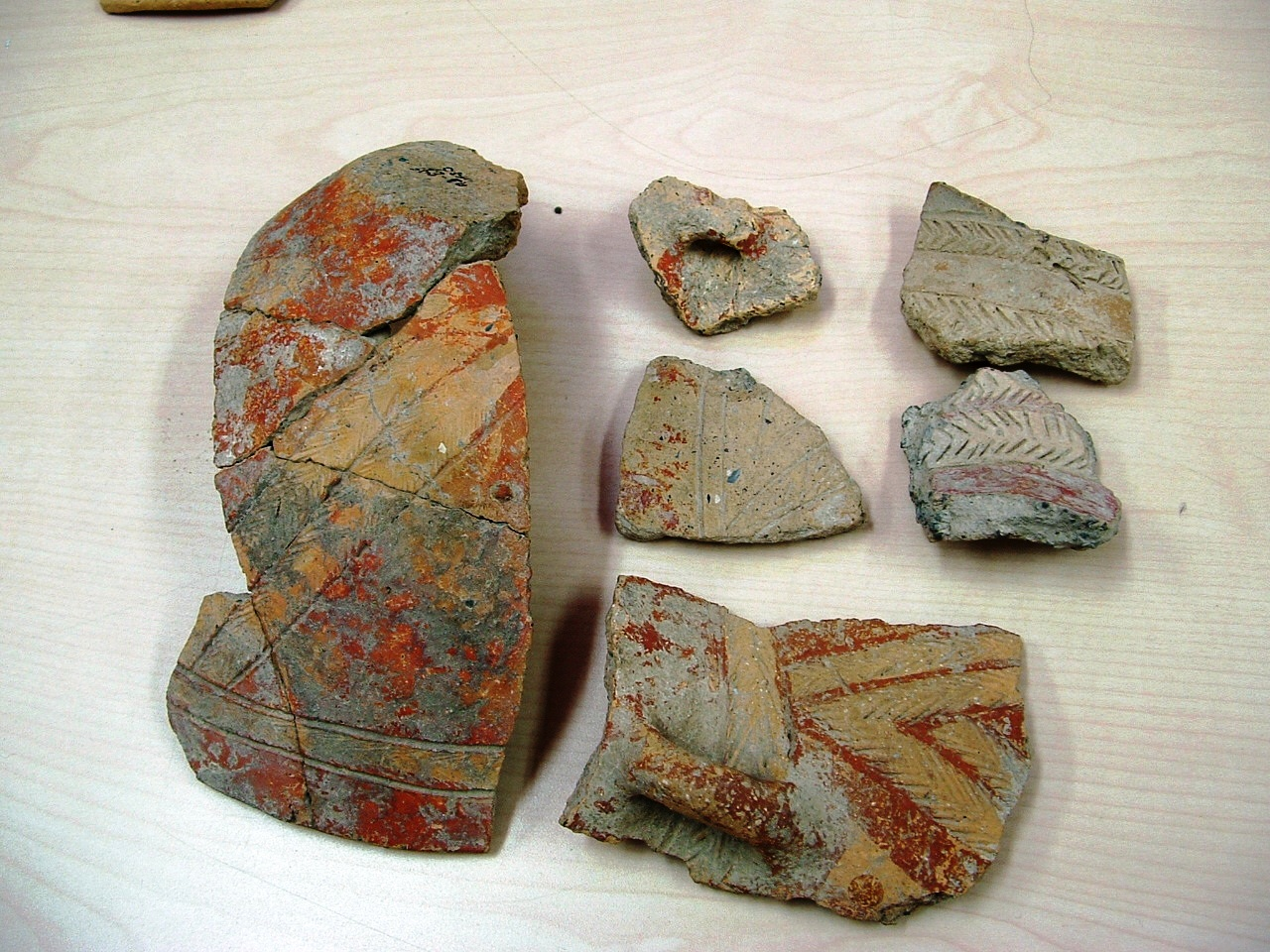
Ярмукская керамика с орнаментом «рыбья кость»

Главной технологической инновацией неолита в Шаар-ха-Голан было производство керамики. Здесь она появляется впервые в истории Израиля и даёт начало эпохе керамического неолита. Керамические сосуды имеют разнообразную форму и размеры и использовались для различных целей в домашнем хозяйстве. Каменные и глиняные цилиндрические предметы эпохи неолита, найденные в районе Шаар-Ха-Голан, возможно, представляют собой самые древние спички.
Носители ярмукской культуры делали кувшины, сосуды с круглым горлышком, со стянутым горлом, миски, глубокие чаши и маленькие тарелки.
В Шаар-ха-Голане найдено около 300 предметов искусства. В одном из домов обнаружено около 70 статуэток, большей частью антропоморфных, из камня (гальки) или обожжённой глины — ни в одном другом доме эпохи неолита не было найдено столько доисторических статуэток.
Подавляющее большинство статуэток изображают женщин (в концепции Марии Гимбутас — «Великая Богиня» или «богиня-мать»). Керамические статуэтки имеют гипертрофированные детали и в целом экстравагантный внешний вид, тогда как фигурки из гальки более-менее абстрактны и минималистичны.

## Хозяйство
Основными занятиями населения были рыболовство и земледелие, а также охота. Кремневые орудия — пластины-пилы с зубчиками, отретушированные шилья, топоры, мотыги с тщательно отполированным рабочим краем, наконечники стрел и копий, иногда с отжимной ретушью, скребки, резцы и микролиты. Из камня делались пряслица для веретен (дискообразные «грузики» с дыркой, используемые для прядения нитей), а также ступы, пестики, зернотерки, миски и кубки.

## Родственные археологические памятники
Помимо Шаар-ха-Голана, изделия ярмукского типа обнаружены в 20 других местах в Израиле, Иордании и Ливане. Среди них:
- Тель-Мегиддо (Израиль)
- Айн-Гхасал (Иордания)
- Мунхата (Израиль)
- Телль-Кишион (Израиль)
- Хамадия (Израиль)
- Айн-Рахуб (Иордания)
- Абу-Тавваб (Иордания)
- Фаюмская культура

Хотя ярмукская культура занимала лишь небольшие территории на севере Израиля и севере Иордании, ярмукская керамика была обнаружена и в других местах в регионе, в том числе при раскопках улицы Хабашан в Тель-Авиве и севернее в Библе.

## Галерея изображений

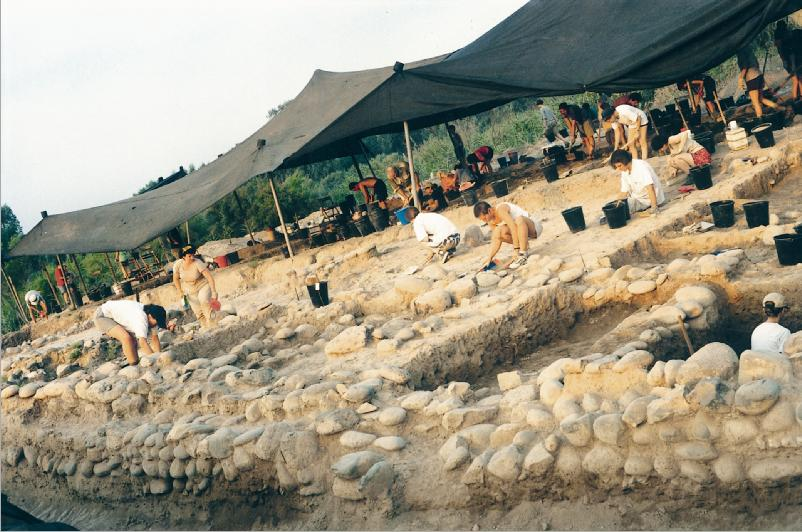
Шаар-ха-Голан, раскопки 1998 г.
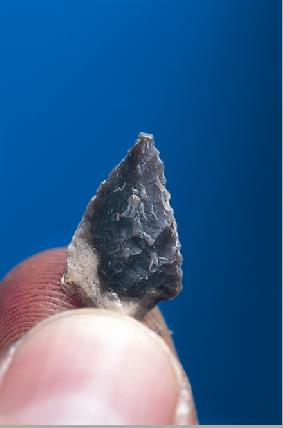
Шаар-ха-Голан, кремнёвый наконечник стрелы
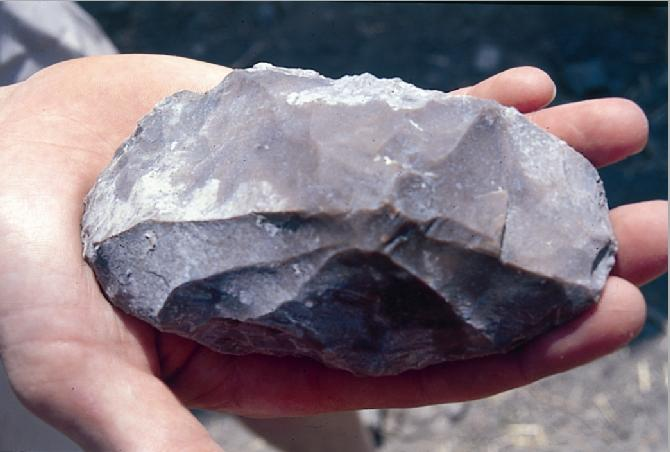
Шаар-ха-Голан, кремнёвый топор
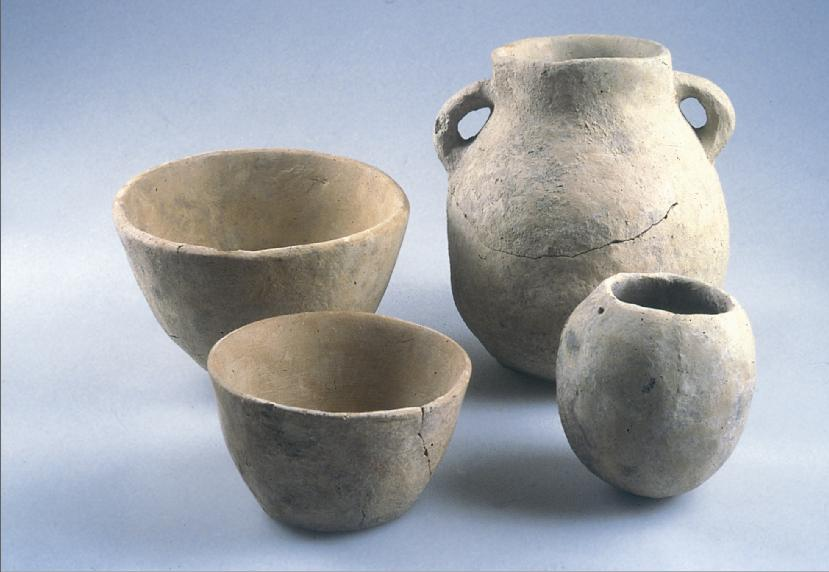
Шаар-ха-Голан, керамика
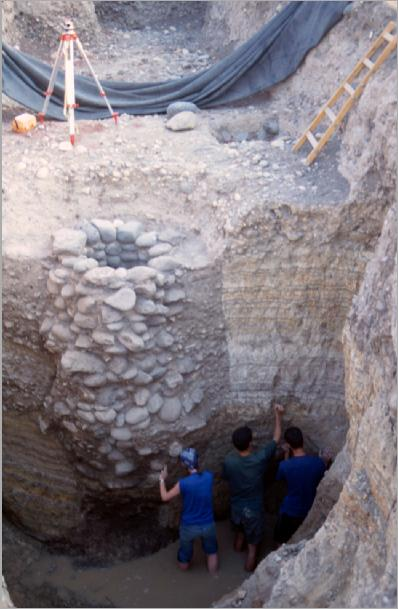
Шаар-ха-Голан, колодец
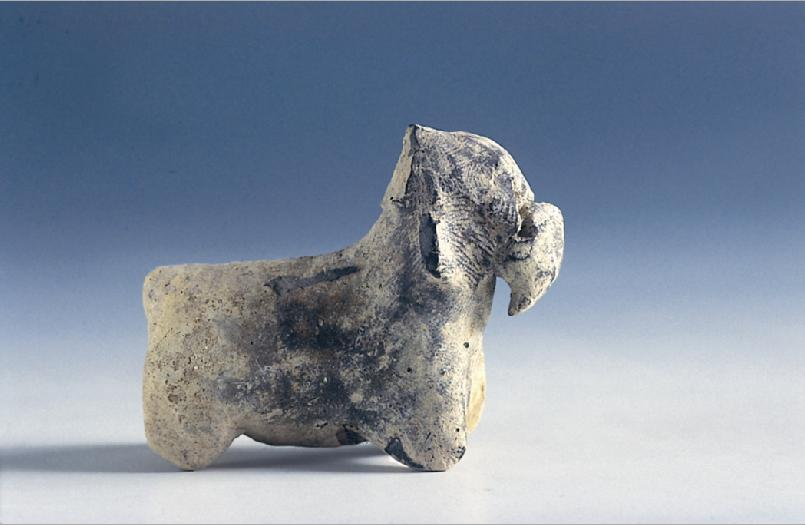
Шаар-ха-Голан, зооморфная статуэтка
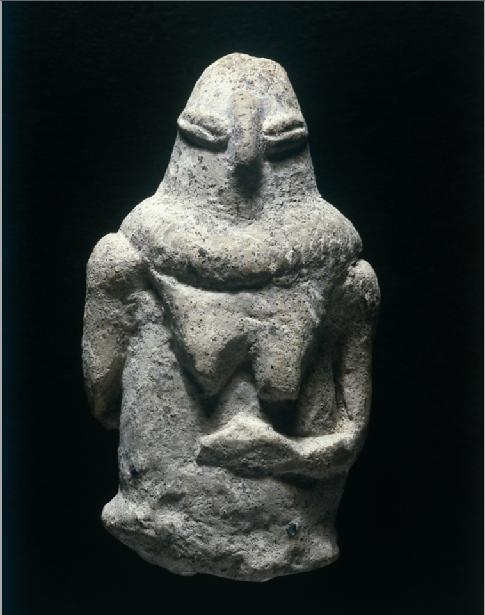
Шаар-ха-Голан, керамическая статуэтка
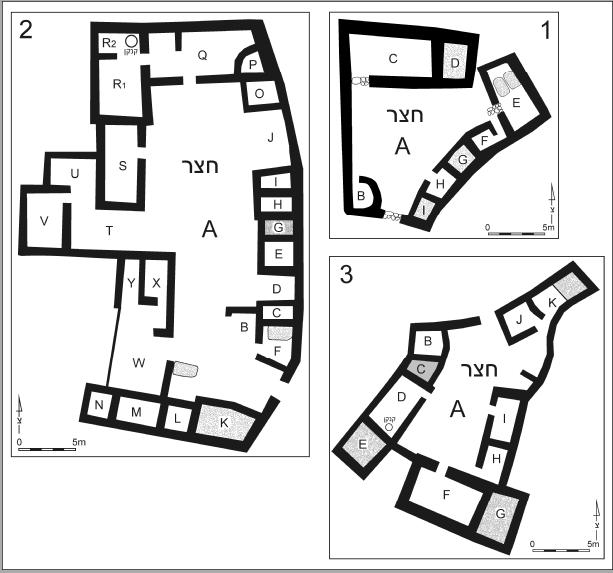
Шаар-ха-Голан, помещения дома со двором